# Rukia
Rukia is een geslacht van zangvogels uit de familie Zosteropidae (brilvogels). Het geslacht telt twee soorten die voorkomen op eilanden in Micronesië in de Grote Oceaan.

## Soorten
- Rukia longirostra – Langsnavelbrilvogel
- Rukia ruki – Trukbrilvogel